# Johnnier González
Johnnier González (Turbo, Antioquia, Colombia, 2 de julio de 1982) es un exfutbolista colombiano nacionalizado ecuatoguineano. Jugaba como defensa y su último equipo fue América de Cali de Colombia.

## Trayectoria
Antioqueño de nacimiento, comenzó su carrera en el Rionegro Águilas, donde logró el subcampeonato de la Primera B. Pasaría al Envigado F.C. el segundo semestre de 2006, para recalar en Santa Fe, donde tuvo la regularidad para ser prestado al Colón de Santa Fe de la Primera División Argentina. También jugó en el Perú para León de Huánuco, y en 2014 en el América de Cali.

## Selección nacional
El experimentado defensor de Turbo ha integrado dos selecciones. En 2010, bajo la conducción de Hernán Darío Gómez, Colombia jugó en el empate 1-1 con Perú, en juego amistoso. Y en Guinea Ecuatorial debutó el 7 de septiembre del 2013, ante Sierra Leona.

## Clubes
| Club                   | País      | Año         |
| ---------------------- | --------- | ----------- |
| Rionegro Águilas       | Colombia  | 2005 - 2006 |
| Envigado F. C.         | Colombia  | 2006        |
| Santa Fe               | Colombia  | 2007        |
| Colón de Santa Fe      | Argentina | 2007        |
| Santa Fe               | Colombia  | 2008        |
| Juventud Soacha        | Colombia  | 2009        |
| Santa Fe               | Colombia  | 2010 - 2011 |
| Atlético Huila         | Colombia  | 2011        |
| Independiente Medellín | Colombia  | 2012        |
| León de Huánuco        | Perú      | 2013        |
| América de Cali        | Colombia  | 2014        |